# Seur
Seur ist eine französische Gemeinde mit 486 Einwohnern (Stand: 1. Januar 2022) im Département Loir-et-Cher in der Region Centre-Val de Loire; sie gehört zum Arrondissement Blois und zum Kanton Blois-3.

## Geographie
Die Gemeinde Seur liegt am Beuvron in der Seenlandschaft Sologne, etwa acht Kilometer südlich von Blois. Umgeben wird Seur von den Nachbargemeinden Chailles im Norden, Cellettes im Nordosten und Osten, Chitenay im Osten und Südosten, Le Controis-en-Sologne im Süden sowie Les Montils im Westen.

## Bevölkerungsentwicklung
| Jahr                       | 1962 | 1968 | 1975 | 1982 | 1990 | 1999 | 2006 | 2014 | 2021 |
| Einwohner                  | 202  | 193  | 206  | 231  | 302  | 355  | 456  | 482  | 479  |
| Quellen: Cassini und INSEE |      |      |      |      |      |      |      |      |      |

## Sehenswürdigkeiten
- Kirche Saint-Pantaléon aus dem 14. Jahrhundert
- Schloss La Motte
- Schloss Beau-Séjour
- Lavoir (ehemaliges öffentliches Waschhaus)

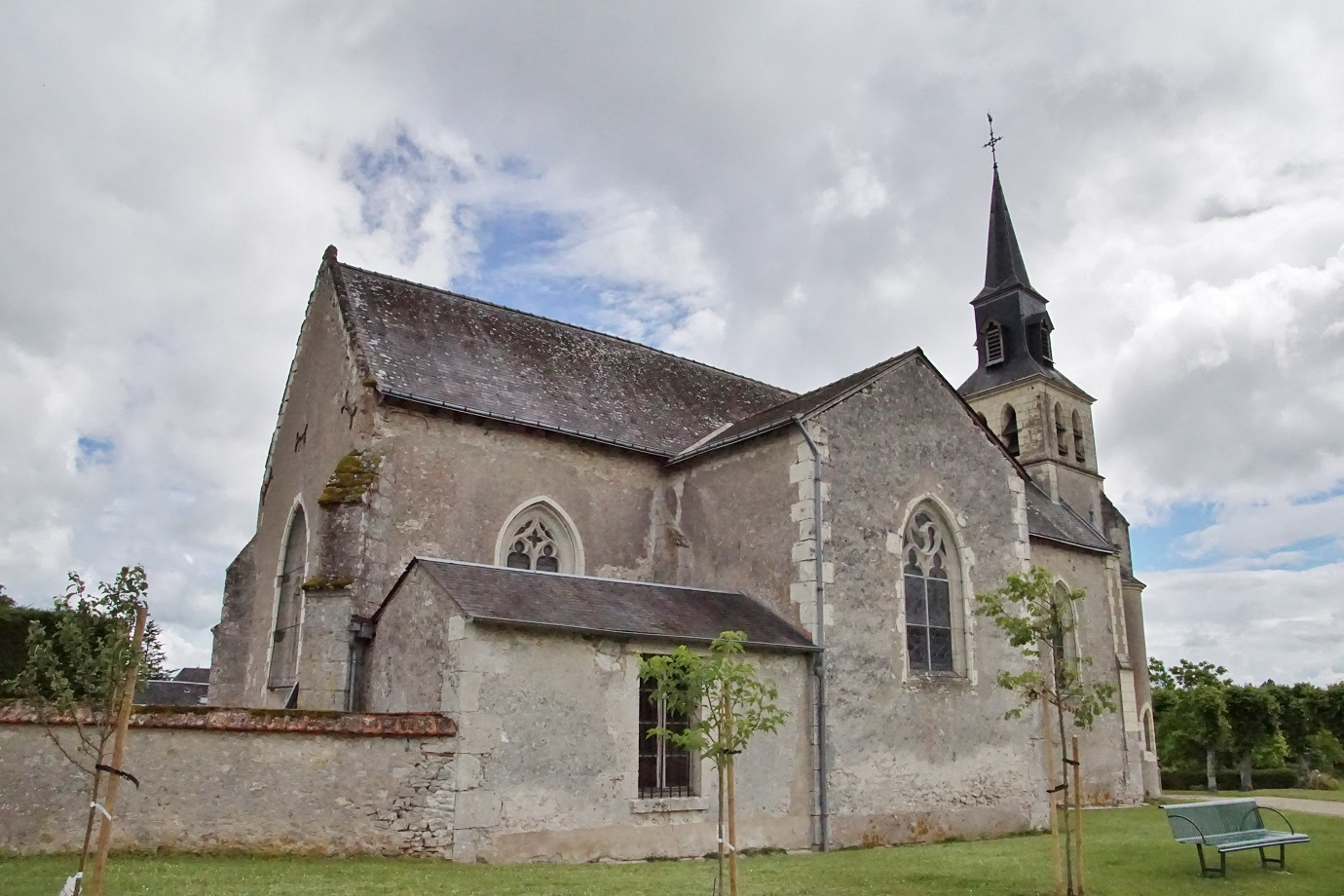
Kirche Saint-Pantaléon
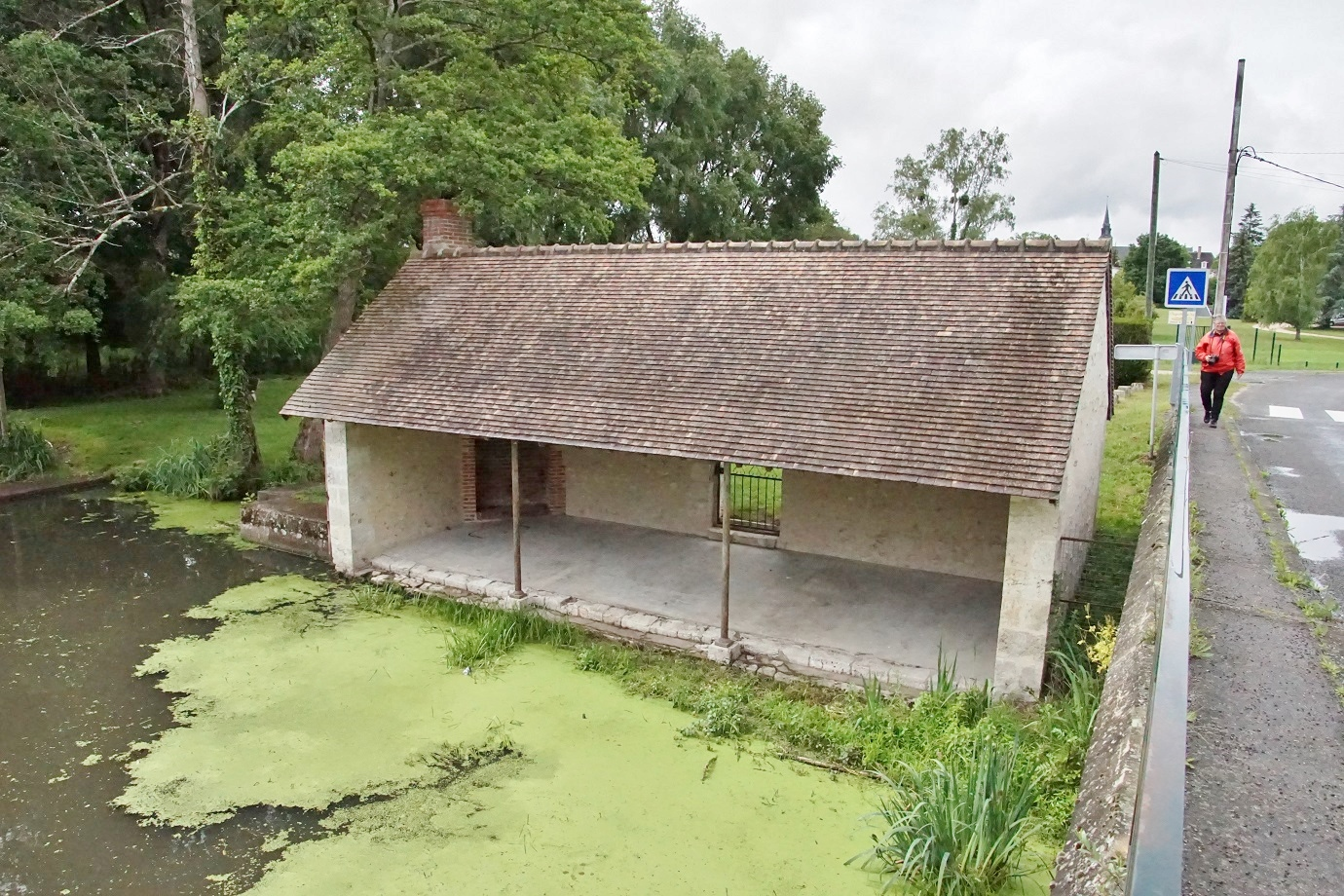
Lavoir
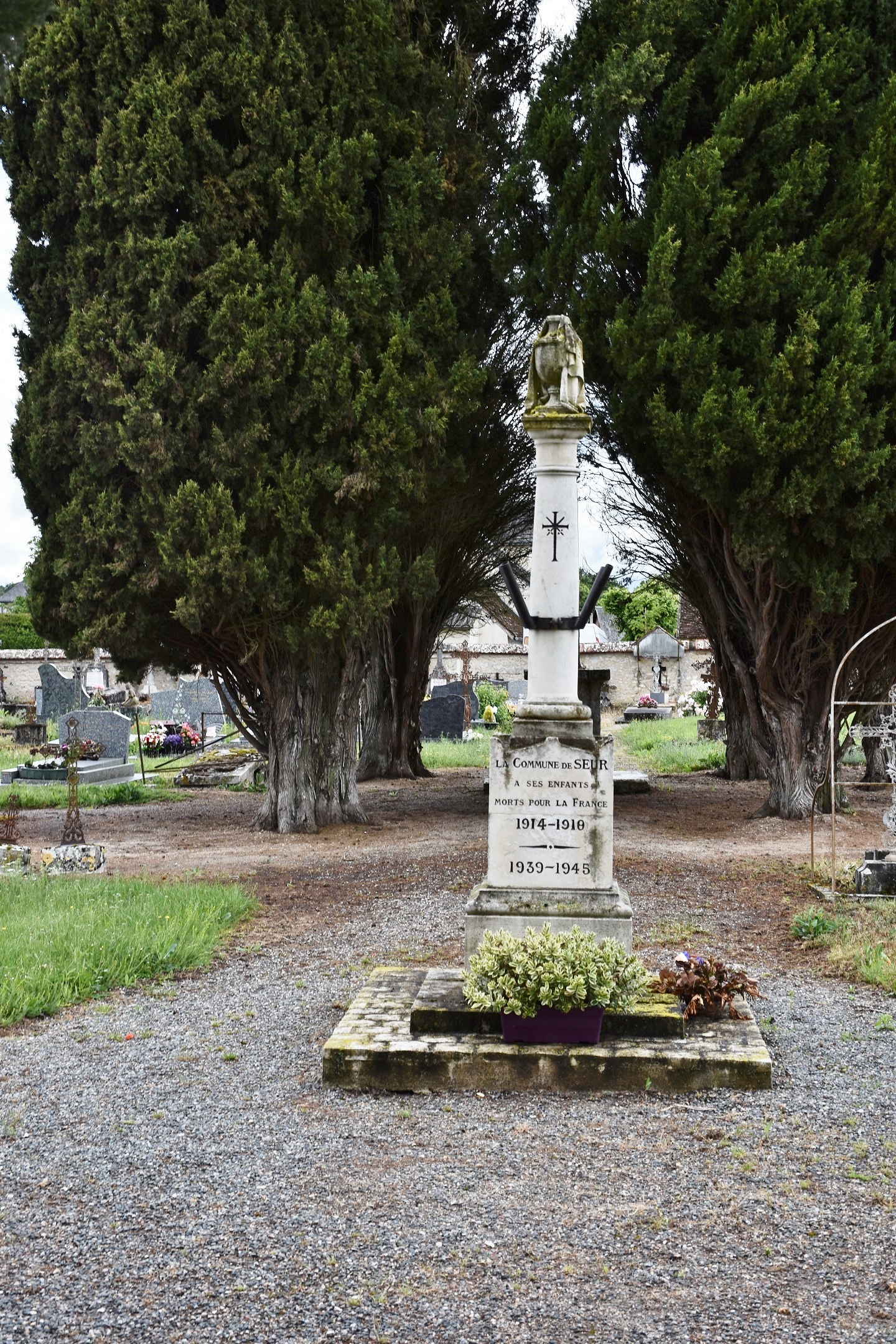
Gefallenendenkmal